# (18282) Ilos
(18282) Ilos (4369 T-3) – planetoida z grupy trojańczyków okrążająca Słońce w ciągu 11,9 lat w średniej odległości 5,21 j.a. Odkryta 16 października 1977 roku.